# Hibbertia orientalis
Hibbertia orientalis är en tvåhjärtbladig växtart som beskrevs av Toelken. Hibbertia orientalis ingår i släktet Hibbertia och familjen Dilleniaceae. Inga underarter finns listade i Catalogue of Life.